# Народна скупщина на Сърбия
Народната скупщина на Република Сърбия (на сръбски: Народна скупштина Републике Србије) е парламентът на Сърбия. Разположена е в Белград, столицата на страната, на площад „Никола Пашич“ № 13.
Сградата на парламента, наричана Дом на Народната скупщина (на сръбски: Дом Народне Скупштине), е изобразена на банкнотата от 5000 сръбски динара. Нейният строеж започва през 1907 и завършва през 1936 г. Тя е седалище на парламентите на Югославия (1936 – 2003)(Народната скупщина на Кралство Югославия, Съюзната скупщина на СФРЮ и Съюзната скупщина на СР Югославия) и после на Сърбия и Черна гора (2003 – 2006)(Скупщината на Държавната общност Сърбия и Черна гора), като през федералния период парламентът на съставната (във федерацията) Република Сърбия е настанен на ул. „Крал Милан“ 14.
Скупщината е висшият законодателен и конституционен орган в страната. Представлява еднокамарен парламент. Сръбските граждани са представени от 250 депутати (народни посланици), които по конституция се избират чрез свободно и тайно гласуване с мандат от 4 години.

## Състав
След последните проведени избори за скупщина на Сърбия (2016) съставът от депутати по парламентарни групи е следният:
- Коалиция на Прогресивната партия (131):
  - Сръбска прогресивна партия (96)
  - Социалдемократическа партия на Сърбия (10)
  - Партия на обединените пенсионери (9)
  - Нова Сърбия (6)
- Коалиция на социалистите (29):
  - Социалистическа партия на Сърбия (21)
  - Единна Сърбия (6)
- Сръбска радикална партия (22)
- Коалиция на Демократическата партия (16):
  - Демократическа партия (13)
- партия „По малко от добричкото“ (16)
- Коалиция СДП-ЛДП-ЛСВ (13):
- Коалиция ДПС-Двери (13)
  - Сръбско движение „Врати“ (7)
  - Демократическа партия на Сърбия (6)
- малцинствени партии (10)

## Галерия
- Произвеждане на нови офицери на 14 септември 2013 г. пред Народната скупщина
- Парламентът на съставната Република Сърбия на ул. „Крал Милан“ 14